# MN Гидры
MN Гидры (лат. MN Hydrae) — поляр или промежуточный поляр, двойная катаклизмическая переменная звезда (XM) или (AM) и затменная переменная звезда типа Алголя (EA) в созвездии Гидры на расстоянии приблизительно 2170 световых лет (около 665 парсек) от Солнца. Звёздная величина диапазона Ic звезды — от +18,5m до +16,4m. Орбитальный период — около 0,1412 суток (3,3899 часа).
Открыта Кадзухиро Сэкигути, Ёсикадзу Накада и Бобом Бассеттом в 1994 году***.

## Характеристики
Первый компонент — аккрецирующий белый карлик. Масса — около 0,58 солнечной.
Второй компонент — красный карлик спектрального класса M3-M4V, или M3-M5. Масса — около 0,22 солнечной, радиус — около 0,32 солнечного.